# Santa Croya de Tera (kommunhuvudort)
Santa Croya de Tera är en kommunhuvudort i Spanien.   Den ligger i provinsen Provincia de Zamora och regionen Kastilien och Leon, i den nordvästra delen av landet, 260 km nordväst om huvudstaden Madrid. Santa Croya de Tera ligger 727 meter över havet och antalet invånare är 399.
Terrängen runt Santa Croya de Tera är huvudsakligen platt. Santa Croya de Tera ligger nere i en dal. Runt Santa Croya de Tera är det glesbefolkat, med 11 invånare per kvadratkilometer. Närmaste större samhälle är Santibáñez de Vidriales, 10,5 km norr om Santa Croya de Tera. Trakten runt Santa Croya de Tera består till största delen av jordbruksmark.